# 中政里
中政里，是臺灣臺中市太平區所轄的里，民國94年（2005年）8月析「中平里」而置。面積0.2257平方公里、4440人，是太平區面積最小的里。與永平里、中平里、太平里、中興里相鄰。

## 里名由來
因成立之初，太平鄉公所，鄉民代表會和消防分隊皆位於本里，故名。但其實太平區公所，區民代表會地址皆位於中平里。

## 歷史沿革
民國94年（2005年）8月，太平市行政區再次調整，劃中平里西北部置中政里。

### 書籍
- 國立臺灣師範大學地理學系，《臺灣地名辭書》卷十二《臺中縣》第二冊，國史館臺灣文獻館。ISBN 9789860105742

## 外部連結
- 臺中市太平區公所（页面存档备份，存于）